# Dado Cavalcanti
Dado Calvacanti, właśc. Luis Eduardo Barros Cavalcanti (ur. 15 lipca 1981 w Arcoverde) – brazylijski trener, od 2014 roku prowadzący drużynę Paysandu SC.

## Referanser
- Dado Cavalcanti